# Chayül-Kloster
| Tibetische Bezeichnung                 |
| -------------------------------------- |
| Wylie-Transliteration: bya yul dgon pa |

Das Chayül-Kloster (tib. bya yul dgon pa) im Gebiet von Lhünzê (Lhüntse) des Regierungsbezirks Shannan im Autonomen Gebiet Tibet der Volksrepublik China in Südtibet war ein frühes Kloster der Kadam-Schule des tibetischen Buddhismus.
Es wurde von dem Kadampa-Meister Chayülwa (bya-yul-ba; 1075–1138), einem direkten Schüler von Chengawa (sPyan snga pa; 1038–1103) und Lehrer des großen Kagyü-Meisters Gampopa, gegründet. Es ist ein Filialkloster des Lo-Klosters (Lo dgon pa).

„Im Jahr 1285 wurde der den Mongolen gewogene Abt des Klosters Bya yul, gTsang ston pa, von den Mönchen von 'Bri gung ermordet, sozusagen als Vorspiel zu ihrem Aufstand gegen die Yuan-sa syka-Herrschaft in Tibet.“